# حسین خطیر
حسین خطیر (زادهٔ ۸ بهمن ۱۳۷۸) بازیکن فوتبال اهل ایران است که در پست دروازه‌بان بازی می‌کند.

## دوران باشگاهی
وی در سال ۲۰۱۹ از تیم امید نساجی به تیم بزرگسالان راه یافت.

## افتخارات

### نساجی
- جام حذفی
  - قهرمان(۱): ۱۴۰۱–۱۴۰۰